# Hirnîțke
Hirnîțke (în ucraineană Гірницьке) este o așezare de tip urban din orașul regional Ordjonikidze, regiunea Dnipropetrovsk, Ucraina. În afara localității principale, nu cuprinde și alte sate.

## Demografie
Componența lingvistică a așezării de tip urban Hirnîțke
     Ucraineană (87,17%)
     Rusă (12,57%)
     Alte limbi (0,27%)
Conform recensământului din 2001, majoritatea populației așezării de tip urban Hirnîțke era vorbitoare de ucraineană (87,17%), existând în minoritate și vorbitori de rusă (12,57%).